# 田大畏
田大畏（1931年8月—2013年6月12日），北京人，毕业于北方大学、华北大学，中国大陆翻译家，曾是中国国家图书馆副馆长，中华人民共和国文化部政策室主任、中华人民共和国文化部政策法规司司长。
田大畏以翻译俄罗斯小说家索尔仁尼琴的作品而著名。

## 生平
1931年，田大畏出生在北平市，父亲是词作家田汉，是《义勇军进行曲》词作者，母亲安娥是诗人和翻译家。1936年，田大畏在河北省保定市读小学。1937年，七七事变，日本侵华，田大畏逃难到陝西省。1940年到1946年3月，田大畏在重慶市合川县育才学校读书。6月，田大畏回到北平市（今北京省），在北平第四中学读书。12月，田大畏考入北方大学。1948年8月，田大畏转入华北大学俄文系读书。
1949年1月，田大畏开始参加工作。1950年开始，田大畏在中华人民共和国文化部工作，一直到1994年2月退休。1953年，田大畏加入中国共产党。2013年，田大畏在北京市北京友谊医院去世。

## 家庭
田大畏的父亲是词作家田汉，母亲是诗人、翻译家安娥。

## 作品
- 《屠格涅夫戏剧集》（伊万·谢尔盖耶维奇·屠格涅夫）
- 伊万·谢尔盖耶维奇·屠格涅夫. . 沈阳市: 辽宁教育出版社. 1998-03-01. ISBN 9787538251456.
- 《死魂灵》（尼古拉·瓦西里耶维奇·果戈里）
- 亚历山大·伊萨耶维奇·索尔仁尼琴. . 北京市: 群众出版社. 2006-09-01. ISBN 9787501437870.
- 《第一圈》（亚历山大·伊萨耶维奇·索尔仁尼琴）

## 奖项
- 2004年，中国翻译协会“资深翻译家”荣誉称号。[3]

- 2006年，俄罗斯作家协会“高尔基奖”。